# Brygada szlifierza Karhana

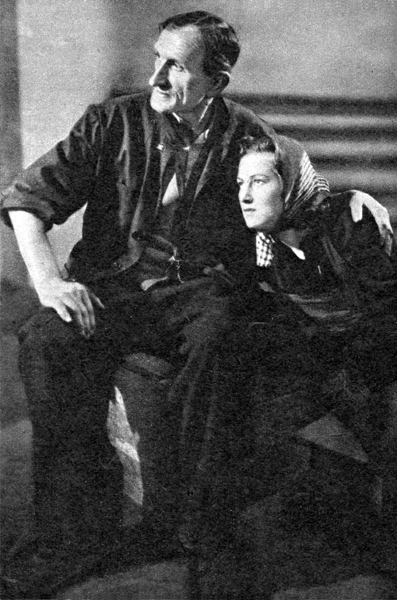
Józef Pilarski i Halina Jabłonowska w sztuce Brygada Szlifierza Karhana, Teatr Nowy w Łodzi 1950 r.

Brygada szlifierza Karhana (cz. Parta brusiče Karhana) – sztuka teatralna z 1949 roku, czeskiego dramaturga Vaška Káňi, jedna ze sztandarowych produkcji socrealizmu w kulturze.
Prapremiera sztuki odbyła się 24 marca 1949 roku w Teatrze Burianove Divadlo w Pradze. Polska premiera, w tłumaczeniu Heleny Walickiej i zespołowej reżyserii pod kierunkiem Jerzego Merunowicza, miała miejsce 12 listopada 1949 roku i zainaugurowała działalność Teatru Nowego w Łodzi. W roli tytułowej wystąpił Józef Pilarski, w pozostałych rolach grali m.in.: Kazimierz Dejmek, Wacław Kowalski, Bohdana Majda, Gustaw Lutkiewicz, Barbara Rachwalska, Janusz Warmiński, Józef Łodyński, Janusz Kłosiński.

## Ważniejsze wystawienia
- Teatry Dramatyczne (Stary Teatr), Kraków, premiera: 25 marca 1950
- Teatr im. Aleksandra Węgierki, Białystok, premiera: 5 kwietnia 1950
- Teatry Ziemi Pomorskiej (scena Bydgoszcz), Bydgoszcz-Toruń, premiera: 29 kwietnia 1950
- Teatry Dramatyczne (Teatr Polski), Poznań, premiera: 1 maja 1950[3]

## Inne adaptacje
Wystawienie sztuki „Brygada szlifierza Karhana” jest treścią polskiego filmu fabularnego Dwie brygady z 1950 r..
14 listopada 2008 r. w Teatrze Nowym w Łodzi ponownie wystawiono sztukę w reżyserii Remigiusza Brzyka.

## Opis sztuki
Akcja rozgrywa się wśród robotników fabryki „Sokołowo” pod Pragą. Sztuka pokazuje walkę starego, pokazywane tu jako wsteczne, pokolenia, reprezentowanego przez tytułowego przedwojennego szlifierza Karhana, z nowym – grupą młodych robotników, chcących działać w duchu pracy kolektywnej.